# 演研しらかば
演研しらかば(えんけんしらかば）は、幼児や子供向けの等身大ぬいぐるみ人形劇(着ぐるみ人形劇)を企画、実演、製作をしていた日本の劇団。「しらかば児童劇場」「しらかば青年劇場」といった名称での舞台公演をおこなっていた。
発足当時の本社所在地は東京都板橋区幸町で、演劇スタジオが埼玉県比企郡吉見町にあった。後にいずれも東京都豊島区池袋に移転している。
劇団の創設は1968年(昭和43年)で、創立当時の劇団員は30名、年間100ステージの公演を行い、主に関東圏内の幼稚園・保育園・児童公民館を巡回公演していた。等身大のぬいぐるみ人形は「しらかば工房」で手作りし、1970年代後半はぬいぐるみ人形のレンタルも行っていた。1980年代に入ると関東圏内を主な公演先としていた商業ぬいぐるみ人形劇団との競合に敗し、劇団の改組とともに解散した。解散後の劇団員は他の商業劇団に転籍した上でその後の時代もぬいぐるみ人形劇役者として活躍した。

## 概要・沿革
- 1968年 - 東京都板橋区幸町で横山多恵子と川田整が「演劇研究所しらかば」を創立
- 1969年 - 埼玉県比企郡吉見町大字和名に演劇スタジオを開設
- 1970年4月 - 「演研しらかば」に改称し、児童向け等身大ぬいぐるみ人形劇と青年向け演劇を公演
- 1973年9月 - 本社及び制作部を東京都豊島区池袋2丁目に移転し改組
- 1975年6月 - 「ぬいぐるみ人形ミュージカル ヘンゼルとグレーテル」を制作、公演
- 1977年4月 - 「ぬいぐるみ人形ミュージカル ももたろう」を制作、公演
- 1980年12月 - 「ぬいぐるみ人形ミュージカル　赤ずきん」を制作、公演
- 1981年1月 - 演劇スタジオを閉鎖し本社を統廃合し「演研しらかば」（しらかば青年劇場部、しらかば児童演劇部）を解散、事業を終了

## 主な演目
演研しらかば児童劇場
- ヘンゼルとグレーテル
- ももたろう
- 赤ずきん
- にんぎょひめ
- 三びきのこぶた
- ブレーメンのおんがくたい
- ピノキオものがたり
- シンデレラひめものがたり
- いっきゅうさん
- おにがしま(鬼が島)
- ゆきひめおんな(雪姫ものがたり)
- かぐやひめ(かぐや姫ものがたり)　他

演研しらかば青年劇場
- 私たちの世界(青年物語)
- 愛情ふたり～命ある未来(青年物語)　他

## 主なスタッフ
- 企画：横山多恵子、川田整
- 制作：薪洋子、有馬悦、鈴木重夫、榎篤子、滝上隆行、山田勝彦、西川順子 他
- 制作デスク：大野君枝
- 脚本・演出：小柳孟仙、手塚敏夫
- 演出：小柳孟仙
- 美術：上田順一、井戸川克己 他
- 照明：しらかば照明部、アートブレーンカンパニー、大村郁也  他
- ぬいぐるみ人形制作：しらかば人形工房
- 大道具制作：東京舞台装置株式会社
- 音楽：平田荘太郎、郷伍郎
- 音響：千葉寿郎
- 振付：山本寿美子
- 舞台監督：有馬悦 他
- 録音スタジオ：KRC国際ラジオテレビセンター(→SONY信濃町スタジオ)
- 録音製作：日本音映大久保スタジオ
- 制作協力：劇団アラータ、ドレミファ人形劇場、ロイヤル総合企画、テアトロ・ピエロ 他

## 出演
ぬいぐるみ人形演技者
- 横山多恵子、滝上隆行、大野君枝、金子貴則、井上美知子、市橋多恵子、渡辺法子、村内美津江、藤田喜久子、伊原智子、大伊達一男、手塚信子、野口徳四郎、木下泰男　他

声の出演
- 堀絢子、鈴木れい子、八木光生、野沢雅子 他